# Gissträsk
Gissträsk är en by i Norsjö kommun i Västerbottens län. Den har fått sitt namn efter sjön Gissträsket.
Byn ligger 13 km väster om Norsjö.

## Historia
Sjön var tidigt ett fjällfisketräsk för bönderna i bland annat Ragvaldsträsk och Falmark. I sjön finns mycket gädda som fiskades och torkades på torkställningar som kallades gist. Därav namnet Gisträsk, som är den gamla stavningen. På Norsjömål uttalas det Djissträsk. Sjön är 4 km lång och anses som en av Norsjö kommuns vackraste tack vare de många holmarna, 28 stycken. Det har funnits 29, men en vårdag 1912 med högt vattenstånd och hård vind kom en holme seglande mot land, den hade ryckts loss!  
Nybyggaren Anders Mickelsson var den förste bosättaren i slutet på 1700-talet. Han sålde till sin farbror Pers dotter Anna Persdotter från Bastuträsk syster till Norsjös förste klockare, och hennes man Erik Zakrisson från Heden. Anders och Anna var kusiner, och båda deras fäder var soldater inom Norsjö. Det första huset byggde de 1797, men Anders hade byggt tidigare. Det hus som nu står på Gissträsk 1, det tredje, är från 1834. En gren av samma släkt äger fortfarande det som var den första bosättningen i Gissträsk. Hela Gissträsk by är styckad från Gissträsk 1. Det andra huset i Gissträsk byggdes 1829 och står numera på Skolgatan 33 i Bastuträsk. 